# Psalteria
Psalteria era una banda checa de música folclórica medieval europea formada por cuatro mujeres.  

## Historia
El grupo se formó en el año 2001. En el repertorio incluían piezas medievales tradicionales principalmente de transmisión oral, que arreglaban e interpretaban de acuerdo a su propio estilo. 
La mayoría de sus canciones son de origen español, incluyendo también piezas en alemán, latín y francés. Destacan los temas de procedencia judeoespañola o sefardí, como Scalerica d’Oro que da título a su primer álbum, y las versiones de las Cantigas de Santa María de Alfonso X de Castilla, el Sabio.
Alcanzaron una gran popularidad gracias a su presencia en festivales de temática medieval en Alemania. El grupo se disolvió en enero de 2007. Las antiguas integrantes de la banda pasaron a formar parte de otros grupos de folclore medieval: BraAgas y Euphorica.

## Discografía
- 2001: Scalerica d’Oro
- 2004: Por la puerta...
- 2005: Balábile